# Batida

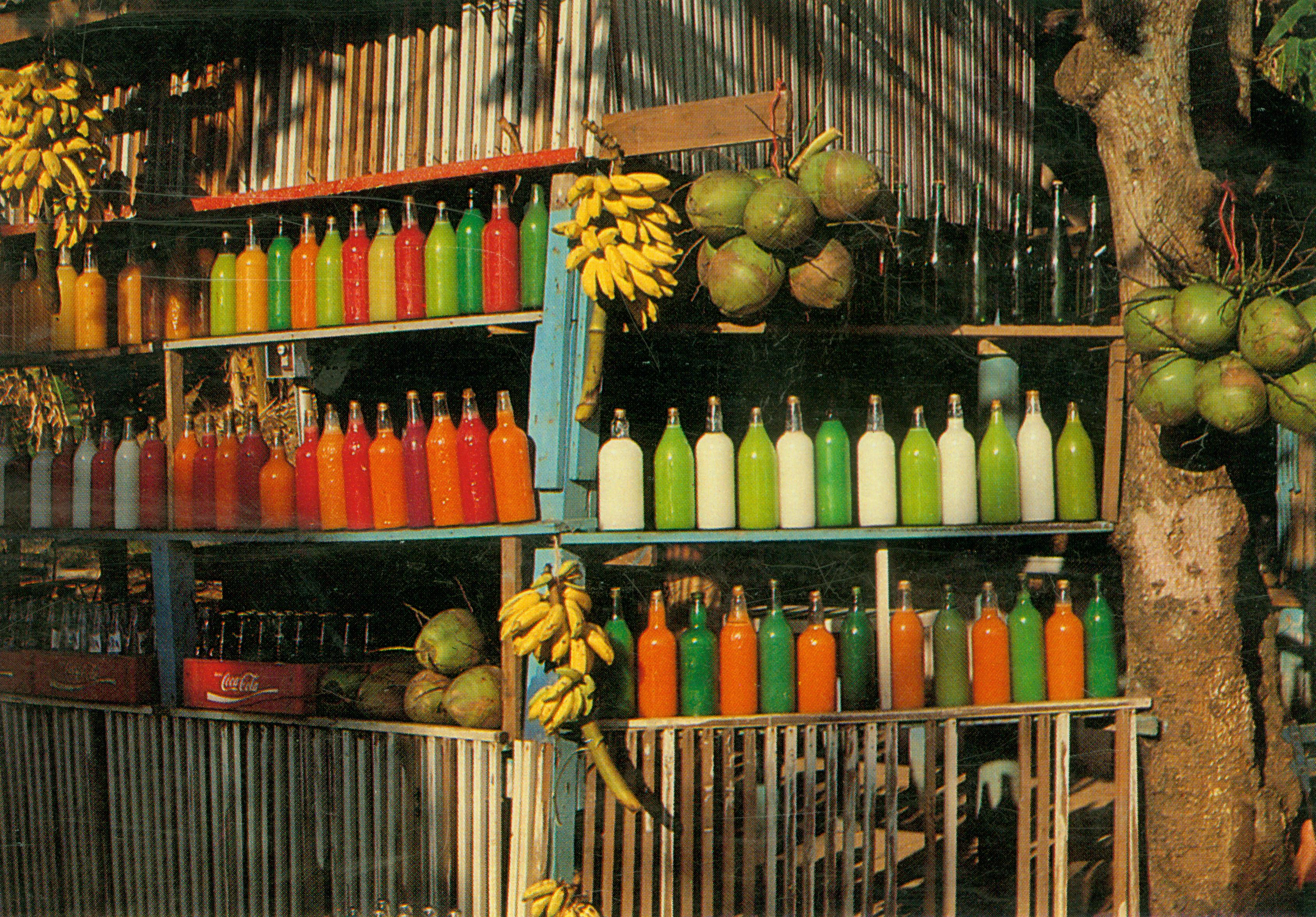
Bouteilles de batida à Bahia

La batida (du portugais bater : battre, secouer) est un terme générique désignant une famille de cocktails brésiliens à base de cachaça, de jus de fruit et de sucre.

## Présentation
Bue à l’apéritif, la batida est souvent proposée dans les restaurants dans de grandes carafes. Une batida authentiquement brésilienne doit être préparée fraîche, il est vrai qu’en Europe ce genre de cocktails est parfois aussi fabriqué industriellement, ce qui est inconcevable au Brésil.
En musique le rythme de la bossa nova est appelé également la « batida ». La batida de João Gilberto se traduit, selon le musicologue Walter Garcia, « par une combinaison rythmique entre la régularité de la basse et l'irrégularité des accords ».

## Différentes batidas
Contrairement à la caïpirinha qui se prépare à l'aide d'un pilon, on utilise un shaker (ajout de jus) ou un mixeur (fruits entiers) pour élaborer ces cocktails.
Le lait (sous forme concentrée) entre dans la composition de la plupart des batidas, toutefois la batida de limão est un mélange cachaça- jus de citron vert, donc proche de la caïpirinha.
Les batidas les plus renommés sont à base de :
- orange (laranja)

- lait de coco (coco)

- fraise (morango)

- ananas (abacaxi)
- goyave (goyaba)
- mangue (manga)

- liqueur d'amandes (amendoin)

- café (café)